# Ribera Cupía
Ribera Cupía är en ort i Mexiko.   Den ligger i kommunen Chiapa de Corzo och delstaten Chiapas, i den sydöstra delen av landet, 700 km öster om huvudstaden Mexico City. Ribera Cupía ligger 406 meter över havet och antalet invånare är 876.
Terrängen runt Ribera Cupía är kuperad åt nordväst, men åt sydost är den platt. Runt Ribera Cupía är det ganska tätbefolkat, med 58 invånare per kvadratkilometer. Närmaste större samhälle är Tuxtla Gutiérrez, 14,4 km nordväst om Ribera Cupía. Omgivningarna runt Ribera Cupía är en mosaik av jordbruksmark och naturlig växtlighet.